# Etlingera muluensis
Etlingera muluensis är en enhjärtbladig växtart som beskrevs av Rosemary Margaret Smith. Etlingera muluensis ingår i släktet Etlingera och familjen Zingiberaceae. Inga underarter finns listade i Catalogue of Life.